# Decibels
Decibels è l'ottavo album in studio del gruppo speed/thrash metal canadese Razor, pubblicato nel 1997.

## Tracce
1. Decibels – 4:24
2. Jimi the Fly – 3:43
3. Life Sentence – 3:28
4. Liar – 4:05
5. The Game – 3:41
6. Great White Lie – 5:10
7. Open Hostility – 3:02
8. Nine Dead – 3:34
9. Goof Soup – 4:16
10. Violence...Gun Control – 7:04